# Habiganj Sadar
Pour les articles homonymes, voir Habiganj.
Habiganj Sadar est une upazila du Bangladesh dans le district de Habiganj. En 2011, on y dénombrait 225 469 habitants.